# Калиновый Ключ
Калиновый Ключ — посёлок в Сергиевском районе Самарской области. Входит в состав сельского поселения Верхняя Орлянка.

## История
Основано в 1960 г. как посёлок при нефтеперекачивающей станции.

## Население
| 2008 | 2010 |
| ---- | ---- |
| 232  | ↗241 |